# Wals-Siezenheim
Wals-Siezenheim är en kommun i Österrike. Den ligger i distriktet Salzburg-Umgebung i förbundslandet Salzburg,  260 kilometer väster om huvudstaden Wien. Kommunen gränsar i väster mot Bayern i Tyskland och i öster till staden Salzburg. I kommunen ligger idrottsarean Red Bull Arena.
Kommunen består av tio orter (Ortschaften) (inom parentes invånarantal 1 januari 2024):

- Gois (622)
- Himmelreich (1 613)
- Kleßheim (51)
- Käferheim (544)
- Schwarzenbergkaserne (13)
- Siezenheim (3 190)
- Viehhausen (2 417)
- Wals (3 895)
- Walserberg (976)
- Walserfeld (1 053)